# Departamento de Doce de Octubre
Departamento de Doce de Octubre är en kommun i Argentina.   Den ligger i provinsen Chaco, i den norra delen av landet, 900 km norr om huvudstaden Buenos Aires. Antalet invånare är 20 149.
Trakten runt Departamento de Doce de Octubre består i huvudsak av gräsmarker. Runt Departamento de Doce de Octubre är det mycket glesbefolkat, med 6 invånare per kvadratkilometer.